# پونچا (نوشیدنی)
پونچا (به انگلیسی: Poncha) یک نوشیدنی الکلی سنتی از جزیره مادیرا است که با آگواردنته د کانا (الکل مقطر تهیه شده از آب نیشکر)، عسل، شکر یا آب پرتقال یا آب لیمو درست می‌شود. برخی شامل آب میوه‌های دیگر نیز هستند.
این ماده با یک ابزار مختلط کننده، مخلوط می‌شود و در مادیرا رسماً به اسم mexelote شناخته می‌شود، بیشتر به اسم caralhinho (خروس کوچک)، نامیده می‌شود.
در مادیرا گفته می‌شود که پونچا سرماخوردگی را درمان می‌کند و در صورت داشتن علائم شبیه سرماخوردگی مردم را به نوشیدن آن ترغیب می‌کنند. این یک نوشیدنی الکلی قوی است. مردم مادیرا معمولاً این نکته را به گردشگرانی که از این جزیره بازدید می‌کنند، گوشزد می‌کنند.

## تاریخ
نوشیدنی ممکن است از یک نوشیدنی هندی بنام pãnch / panch آمده باشد. در هندی pãnch / panch به معنی پنج است و در اصل با پنج ماده الکلی، شکر، لیمو، آب و چای یا ادویه جات تهیه می‌شد. نوشیدنی پانچ انگلیسی از آنجا نشات گرفته‌است.